# Hypomyzostoma crosslandi
Hypomyzostoma crosslandi is een ringworm uit de familie Myzostomatidae.
Hypomyzostoma crosslandi werd in 1913 voor het eerst wetenschappelijk beschreven door Boulenger.